# チョ・ヘジョン
チョ・ヘジョン（ハングル: 조혜정、曺恵貞、1953年3月5日 - 2024年10月30日）は、韓国の元女子バレーボール選手、指導者。

## 来歴
釜山広域市出身。
1976年、モントリオールオリンピックに出場し、銅メダルを獲得。韓国の球技初のメダルをもたらした。
ポジションはレフト。「空飛ぶ小鳥」（날으는 작은새）の愛称で親しまれた。
2010年、GSカルテックスの監督に就任した。これは韓国のプロスポーツ史上初の女性監督であった。しかし成績不振のためシーズン終了後に退任。
2024年10月30日の朝に死去。享年71。

## 人物
元プロ野球選手の趙昌洙は夫。プロゴルファーのチョ・ユンヒは娘。

## 球歴
- オリンピック - 1972年（4位）、1976年（銅メダル）
- 世界選手権 - 1974年（3位）
- ワールドカップ - 1973年（3位）、1977年（3位）

## 受賞歴
- 1973年 - ワールドカップ MVP
- 1977年 - ワールドカップ レシーブ賞

## 所属チーム
- 崇義女子高校
- 国税局/大農（1970-1978年）
- アンコーナ（1979-1981年）